# Linia kolejowa nr 963
Linia kolejowa nr 963 – pierwszorzędna, jednotorowa, zelektryfikowana linia kolejowa łącząca rozjazd 81. z rozjazdem 95. na stacji Gdynia Główna.
Kilometraż linii w miejscu, gdzie rozpoczyna swój bieg, pokrywa się z kilometrażem linii kolejowej Gdańsk Główny – Stargard, a w miejscu, gdzie kończy bieg – z kilometrażem linii kolejowej Gdańsk Śródmieście – Rumia.
Linia stanowi tor łączący między linią kolejową Gdańsk Główny – Stargard a linią kolejową Gdańsk Śródmieście – Rumia i umożliwia przejazd pociągów z kierunku Gdyni Chyloni na tory dalekobieżne Gdyni Głównej.